# دایکی کانکو
دایکی کانکو (انگلیسی: Daiki Kaneko؛ زادهٔ ۲۸ اوت ۱۹۹۸) بازیکن فوتبال اهل ژاپن است.